# Дмитро-Покровское
Дмитро-Покровское (ранее Дмитро-Покровская Хава, Покровская Хава) — село в Верхнехавском районе Воронежской области.
Входит в состав Сухогаевского сельского поселения.

## Улицы
- ул. Кирова,
- ул. Комарова,
- ул. Мира.

## Население
| 1859 | 2000 | 2005 | 2010 |
| ---- | ---- | ---- | ---- |
| 302  | ↘79  | ↘67  | ↘56  |